# Информатика
| large capital lambda                       | Plot of a quicksort algorithm                                      |
| Utah teapot representing computer graphics | Microsoft Tastenmaus mouse representing human-computer interaction |

Информатика и рачунарство (рачунарска наука, наука о рачуналима) науке су које се баве структуром и аутоматском (машинском) обрадом података, те њиховим применама у рачунарским системима. Информатика се бави проналажењем оптималних решења за проблеме. Једном пронађено решење се може користити за низ сличних проблема. На основу математичких аксиома се моделирају и анализирају структуре и процеси из стварног света. Описивање проблема и процеса омогућаваја симулације тих процеса. Решења проблема се дефинишу у облику алгоритама који обрађује одређену структуру података.
Информатика је проучавање рачунарства, информација и аутоматизације. Рачунарска наука обухвата теоријске дисциплине (као што су алгоритми, теорија рачунања и теорија информација) до примењених дисциплина (укључујући дизајн и имплементацију хардвера и софтвера). Иако се чешће сматра академском дисциплином, рачунарство је блиско повезано са компјутерским програмирањем. Рачунарство има многа потпоља; нека наглашавају рачунање и специфичне резултате (као што је рачунарска графика), док друга наглашавају својства рачунских проблема, (као што је рачунска теорија сложености). Трећа се средоточе на изазове у остварењу рачунања. На пример, теорија програмских језика проучава приступе у опису рачунања, док рачунарско програмирање примењује специфичне програмске језике за решавање специфичних рачунских проблема са решењима. Даљње потпоље, интеракција човека и рачунара, се фокусира на изазове у чињењу рачунала и рачунања кориснима, употребљивим и универзално приступачнима свим људима.
Алгоритми и структуре података су централни за рачунарство. Теорија рачунања се бави апстрактним моделима рачунања и општим класама проблема који се могу решити помоћу њих. Области криптографије и рачунарске безбедности укључују проучавање средстава за безбедну комуникацију и за спречавање безбедносних рањивости. Компјутерска графика и рачунарска геометрија баве се генерисањем слика. Теорија програмског језика разматра различите начине за описивање рачунарских процеса, а теорија базa података се бави управљањем репозиторијумима података. Интеракција човек-рачунар истражује интерфејсе преко којих људи и рачунари комуницирају, а софтверски инжењеринг се фокусира на дизајн и принципе који стоје иза развоја софтвера. Области као што су оперативни системи, мреже и уграђени системи истражују принципе и дизајн који стоје иза сложених система.ANSI-SPARC Архитектура рачунара описује конструкцију рачунарских компоненти и компјутерски управљане опреме. Вештачка интелигенција и машинско учење имају за циљ да синтетишу процесе оријентисане ка циљу, као што су решавање проблема, доношење одлука, прилагођавање животне средине, планирање и учење које се налази код људи и животиња. У оквиру вештачке интелигенције, компјутерски вид има за циљ разумевање и обраду сликовних и видео података, док обрада природног језика има за циљ разумевање и обраду текстуалних и језичких података.
Основно настојање компјутерске науке је да се утврди шта се може, а шта не може аутоматизовати. Тјурингова награда је генерално призната као највеће признање у рачунарској науци.

## Историја
Појам информатика се састоји од речи информација и аутоматика. Први пут га је поменуо Карл Штајнбух у Немачкој године 1957. Овај појам покрива истовремено науку о рачунарима (рачунарство) и науку о информационим системима.
Информатика има за основу математику, електронику, физику и неке инжењерске науке.
Настала је у 19. веку размишљањем тадашњег генија Чарлса Бебиџа, који је замислио машину која би узимала податке, обрађивала их на неки начин и онда обрађене податке приказивала.
Бебиџ је то наравно замислио потпуно механички, док су данас рачунари електронски.
Данашњи рачунари имају сличности са Бебиџовом машином:
- бинарни систем - скоро сваки рачунар данашњице користи такав бројни систем, који се састоји само од јединица и нула.

То је тако зато што је то рачунару најједноставније: 1 - има струје, 0 - нема струје.
Систем који има десет цифара (0..9) се зове декадни.
Бебиџ је имао идеју коришћења бушених картица за свој рачунар, а управо то се и користило за чување података пре него што су у употребу ушле магнетне меморије.
- Улазно/излазни систем - начин убацивања података и алгоритма за обраду података у рачунар и приказ обрађених података.

Касније се велики број људи бавио аутоматизованом обрадом података и информатика као наука се родила.
Данас, када је информатика толико развијена и када људски род полако улази у златно доба рачунара појмови рачунарства (наука о рачунарима) и информатике (наука о подацима) се полако разилазе. Више није потребно, и вероватно није могуће, да програмер добро познаје све процесе који се одвијају у рачунару. Док се инжењер рачунара бави хардвером инжењер информатике се бави софтвером.
Један од најбитнијих теоретичара модерне информатике је британски математичар Алан Тјуринг. Тјуринг се током Другог светског рата бавио немачком "Енигмом“, апаратом који је Немачка војска користила за шифровање и дешифровање порука. До краја рата Тјуринг је развио процес којим су се све поруке могле дешифровати.
Током тих истраживања настала је Тјурингова машина.
Тјурингова машина је замишљени уређај који може да представи податке и над њима изврши алгоритам. Иако је врло просте структуре она је еквивалентна свим електронским и механичким рачунарима.

## Односи са другим дисциплинама
Упркос своме имену, већина рачунарства не укључује бављење самим рачунарима. У ствари, истакнути рачунарски научник Едсхер Дајкстра је често цитиран како каже: "Рачунарство није ништа више о рачунарима, него што је астрономија о телескопима." Дизајн и достава рачунала и рачунарских система се генерално сматра подручјем дисциплина који нису рачунарство. На пример, проучавање рачунарског склоповља је уобичајено сматрано делом рачунарског инжењерства, док је проучавање комерцијалних рачунарских система и њихове доставе често звано информацијска технологија или информацијски системи. Рачунарство је понекад критиковано као недовољно научно, поглед који је утеловљен у изјави "наука је рачунарству оно што је хидродинамика водоинсталатерству", приписана Стену Кели-Бутлу и другима. Међутим, знатна се интердисциплинарна сарадња одвија између различитих дисциплина везаних за рачунала. Рачунарство је такође неретко прешло у друге дисциплине, као што је вештачка интелигенција, когнитивна наука, физика (види квантно рачунарство), те језикословље.
Неки сматрају да је рачунарство сродније математици од многих других научних дисциплина. Рано рачунарство је било под строгим утицајем рада математичара као што су Курт Гедел и Алан Тјуринг, и постоји јако плодоносна размена идеја између двају поља у подручјима као што су математичка логика, теорија категорија, теорија домена и алгебра.
Однос између рачунарства и програмског инжењерства је предмет многих конфликта, а што је још додатно замућено многим споровима око тога што тачно назив „програмско инжењерство“ значи, те како је рачунарство дефинисано. Дејвид Парнас, узимајући за узор односе између осталих инжењерских и научних дисциплина, је тврдио да је принципијелни фокус рачунарства проучавање генералних својстава рачунања, док је принципијелни фокус програмског инжењерства дизајн специфичних рачунања како би се постигли практични резултати, што то двоје чини различитим али комплементарним дисциплинама.
Основни делови рачунара су: миш, тастатура, монитор, матична плоча, графичка картица, процесор, RAM, флопи диск, тврди диск,  или DVD (оптички записи), модем, звучна картица и наравно звучници за њу, те, наравно, кућиште. Иако сви ови делови нису нужни за рад рачунара, данас их има готово сваки кућни рачунар.